# Саулите, Улдис
Улдис Саулите (латыш. Uldis Saulīte; 28 сентября 1980, Елгава, Латвийская ССР) — латвийский регбист, выступающий на позиции замка. Выступал и был капитаном красноярского клуба «Енисей-СТМ» и сборной Латвии.

## Карьера игрока
Саулите начал заниматься регби в 16 лет в родном городе Елгаве, после работы плотником на местной лесопилке.
В 2002 году Улдис перебрался в свой российский клуб «Енисей-СТМ». Адаптация к новым условиям не была лёгкой: из-за разницы в режиме тренировок любительского и профессионального уровня первоначально встал вопрос о возвращении Саулите в Латвию. Улдису пришлось доказывать серьёзность собственных намерений остаться в Красноярске:

Раньше в «Енисее» был тренер по нападающим Сергей Молочков. У него была гостиница в горнолыжном комплексе. Он сказал мне: «Улдис, давай, я тебя возьму к себе. Будешь жить с поваром, в одном номере. Я буду возить тебя на тренировки, а ты у меня там что-то поделаешь». Я был у него охранником, утром, до тренировки, рубил дрова для камина, между тренировками копал траншею, и Александр Юрьевич заметил, что я начинаю сильно прибавлять. После игры, в нашем гостиничном комплексе было какое-то мероприятие. Там он меня увидел с топором или лопатой, и тогда понял: я так сильно хочу играть, что готов тут жить и работать, лишь бы меня не отправили домой.
С 2004 года Саулите стал игроком основы «Енисея», вместе с которым в дальнейшем пять раз побеждал в чемпионате России.
В 2001 году Улдис был заигран за регбийную сборную Латвии, но после переезда в Красноярск всерьёз рассматривал возможность начать выступления за сборную России, пока IRB не внесла запрет на смену национальной принадлежности после участия в играх на международном уровне. Саулите неоднократно признавался лучшим регбистом Латвии.
10 октября 2015 года вместе с клубом «Миесниеки» из Кекавы стал чемпионом Латвии по регби, обыграв в финале «Ливонию» (Гаркалне) со счётом 21:8.

## Достижения
- Чемпион России — 11 раз (2002, 2005, 2011, 2012, 2014, 2016, 2017, 2018, 2019, 2020/21, 2021/22)
- Обладатель Кубка России — 6 раз (2008, 2014, 2016, 2017, 2020, 2021)
- Обладатель Суперкубка России — 3 раза (2014, 2015, 2017)
- Обладатель Кубка Николаева — 5 раз (2016, 2017, 2018, 2021, 2022)
- Обладатель европейского Континентального Щита — 2 раза (2016/17, 2017/18)